# Campionato centramericano femminile di pallacanestro 2012
Il 19º Campionato dell'America Centrale e Caraibico Femminile di Pallacanestro FIBA (noto anche come FIBA Centrobasket for Women 2012) si è svolto dal 10 al 16 giugno del 2012 a Morovis a Porto Rico. Il torneo è stato vinto dalla nazionale cubana.
I FIBA Centrobasket sono una manifestazione contesa dalle squadre nazionali di Messico, Centro America e Caraibi, organizzata dalla CONCENCABA (Confederazione America Centrale e Caraibi), nell'ambito della FIBA Americas.

## Squadre partecipanti
- Cuba
- El Salvador
- Giamaica
- Isole Vergini Americane
- Messico
- Porto Rico
- Rep. Dominicana
- Trinidad e Tobago

## Classifica finale
| Pos | Squadra | V-P |
| --- | --- | --- |
|     | Cuba4 Carbonell, 5 Casanova, 6 Martínez, 7 Gelis, 8 Romero, 9 Amargo, 10 Moisés, 11 Cepeda, 12 González, 13 Fernández, 14 Oquendo, 15 Ávila, All. Alberto Zabala           | 5-0 |
|     | Porto Rico4 S. Rosado, 5 P. Rosado, 6 Sepúlveda, 7 Bermúdez, 8 Cortijo, 9 O'Neill, 10 Ortiz, 11 García, 12 Morales, 13 Escalera, 14 Plácido, 15 Vargas, All. Omar González | 4-1 |
|     | Rep. Dominicana4 Guzmán, 5 Beltre, 6 Estrella, 7 Paniagua, 8 Frías, 9 Abreu, 10 Gómez, 11 D. Santos, 12 Perdomo, 13 M. Santos, 14 Molina, 15 Monsac, All. Radhamés Paulino | 3-2 |
| 4   | Messico4 Castro, 5 Bibbs, 6 Díaz, 7 A. García, 8 González, 9 Silva, 10 Ornelas, 11 Tapia, 12 Núñez, 13 Medrano, 14 Orozco, 15 S. García, All. Ray Santana                  | 2-3 |
| 5   | Giamaica4 Dell, 5 Gardner, 6 Smith, 7 Ashmeade, 8 S. Dixon, 9 Gordon, 10 Kelly, 11 Latouche, 12 McKenzie, 13 Byfield, 14 Lamonth, 15 Mitchell, All. -                      | 3-2 |
| 6   | Isole Vergini Americane4 Richards, 5 Carey, 6 Day, 7 Matthew, 8 Hamilton, 9 Javois, 10 Peters, 11 Lewis, 12 Bough, 13 Utibe, 14 Liburd, 15 James, All. Tajama Abraham      | 2-3 |
| 7   | El Salvador4 Funes, 5 Sosa, 6 Helena, 7 Campos, 8 Simón, 9 Heredia, 10 Bautista, 11 Flores, 12 Calderón, 13 Martínez, 14 Urías, 15 Maravilla, All. Francisco Valle         | 1-4 |
| 8   | Trinidad e Tobago4 Clarke, 5 Ortega, 6 Codio, 7 David, 8 Nottingham, 9 Patterson, 10 Blugh, 11 Mitchell, 12 Gay, 13 Guerrero, 14 Seale, 15 Nelson, All. Iván Flores        | 0-5 |